# Mastodonsauridae
De Mastodonsauridae zijn een familie van uitgestorven capitosauroïde temnospondylen uit het Trias. Fossielen van deze familie zijn gevonden in Afrika, Noord-Amerika, Groenland, Europa, Azië en Australië. De familie Capitosauridae is synoniem met Mastodonsauridae, evenals Cyclotosauridae en Stenotosauridae

## Naamgeving
Een familie Mastodonsauridae werd in 1885 benoemd door Richard Lydekker.
Een klade Mastodonsauridae werd in 2001 gedefinieerd door Damiani als alle Mastodonsauroidea die nauwer verwant zijn aan Mastodonsaurus dan aan Eocyclotosaurus.

## Beschrijving

### Afmetingen
Mastodonsauriden waren over het algemeen grote "amfibieën" (een informele term voor tetrapoden met een zwemmend larvestadium) met een krokodilachtig uiterlijk, met lengteschattingen variërend van drie tot zes meter. De Europese Mastodonsaurus giganteus was met een lengte van circa vijf meter en een schedel van honderdvijfentwintig centimeter de grootste soort. 

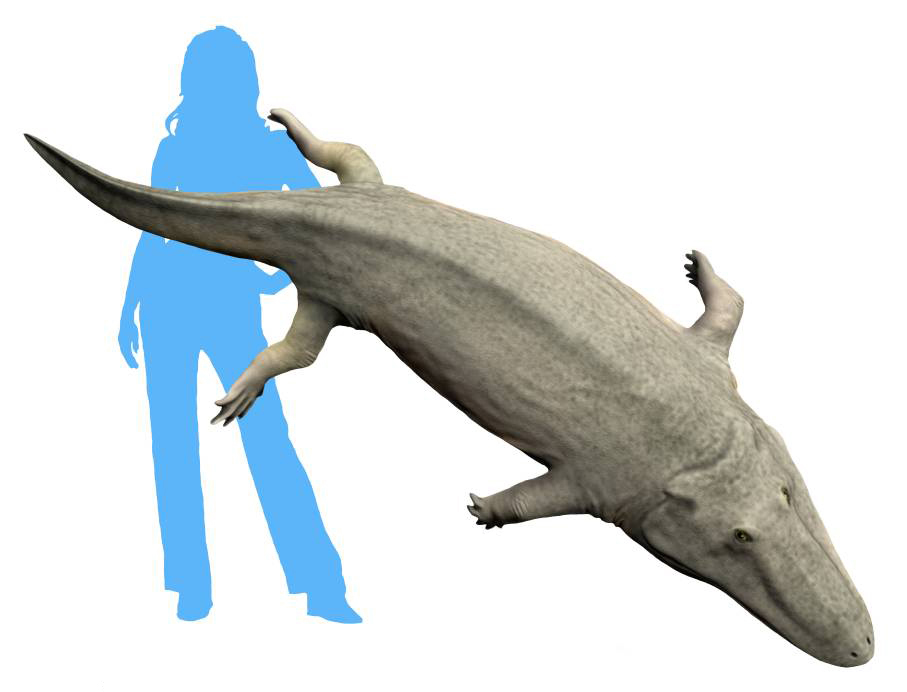
Paracyclotosaurus in grootte vergeleken met een mens

Andere geslachten zoals Parotosuchus en Paracyclotosaurus uit Gondwana bereikten slechts twee meter of meer in lengte, maar dat is nog steeds behoorlijk groot in vergelijking met de huidige echte amfibieën, de Lissamphibia die er niet nauw aan verwant zijn.

### Onderscheidende kenmerken
Sommige mastodontauriden, waaronder Parotosuchus, waren bedekt met een schilferige huid, in tegenstelling tot de gladde huid van moderne echte amfibieën, en bewogen waarschijnlijk met een palingachtige beweging in het water. Een andere eigenaardige mastodonsauride is Sclerothorax, met ongebruikelijke kenmerken, waaronder de langwerpige doornuitsteeksels, die het hoogst zijn aan de voorkant van de wervelkolom. Sclerothorax heeft ook een zeer grote borstgordel; het interclaviculabot is langer dan de schedel, wat betekent dat Sclerothorax de verhoudingsgewijs grootste interclavicula heeft van alle temnospondylen. Het lichaam van Sclerothorax is bedekt met kleinschalige beenplaatjes die bij leven in de dermis, de huid, zouden zijn ingebed. De schedel van Sclerothorax is kort, breed en ongeveer rechthoekig van vorm. De snuit is breder dan het wanggebied. De botten langs de middenlijn van het schedeldak zijn ook erg breed in vergelijking met die van andere temnospondylen.

### Schedelstructuren
Er is veel informatie bekend over de schedels van mastodonsauriden. Zo zijn van Stanocephalosaurus, een van de best bekende mastodonsauriden, veel gegevens over zijn schedel ontdekt. De schedel van Stanocephalosaurus heeft belangrijke kenmerken die typerend zijn voor andere temnospondylen, met als meest opvallende de afgeplatte vorm van het schedeldak. Zowel de dorsale als de ventrale oppervlakken van de schedel van Stanocephalosaurus hebben overal versierde honingraatpatronen. Palatale aanzichten van schedels in dit geslacht vertonen nauwe interpalatale holten, evenals gepaarde palatale slagtanden die afwisselend geplaatst zijn op het ploegschaarbeen en palatine, met de vomerine slagtanden naar achteren gericht. Dit dier vertoont een vergrote verbreding van de pterygoïden en palatinen, evenals smalle interne neusgaten. Het ploegschaarbeen draagt ook twee vomerine rijen: een transversale denticulaire en een longitudinale denticule rij die langs de binnenrand van de choana loopt. De palatinen en ectopterygoïden zijn breder dan bij andere temnospondylen, wat tamelijk gebruikelijk is bij mastodonsauriden. Stanocephalosaurus heeft ook een lange, driehoekige schedel die veel langer is dan breed, en heeft een langwerpig preorbitaal gebied dat naar voren voortdurend smaller wordt tot een stompe ronde snuit. Dit type schedel lijkt sterk op dat van Mastodonsaurus, dat ook driehoekig van vorm is. Stanocephalosaurus heeft minstens honderd rechte en conische tanden op de premaxilla en maxilla gecombineerd, geleidelijk in omvang toenemend naar voren toe.
Hoewel er veel bekende informatie is over Stanocephalosaurus, zijn sommige van de schedelgebieden die voorheen ontoegankelijk of te slecht bewaard waren gebleven bij Stanocephalosaurus waargenomen met röntgenmicro-CT-scans, waaronder de otische inkeping, deltagroef van het exoccipitale, zoals evenals delen van het arteriële- en zenuwstelsel. Er wordt verondersteld dat luchtzakken rond de stijgbeugels van Stanocephalosaurus fungeerden als resonantiekamers, wat betekent dat het lepelvormige bot in het binnenoor, de stapes verband kan houden met horen onder water. Deze eigenschap wordt mogelijk in verband gebracht met de vroege evolutie van tetrapoden, die waarschijnlijk ook voorkomt bij andere leden van deze familie en kan fungeren als een link naar de evolutie van het trommelvlies bij kikkers.
De smalle kop en langwerpige snuit van Stanocephalosaurus suggereert dat de stressniveaus tijdens het bijten iets hoger zijn dan bij temnospondylen met een bredere en kortere schedel. Zijn schedel heeft ook een langwerpig preorbitaal gebied in vergelijking met andere mastodonsauriden.
De wervels van Stanocephalosaurus zijn rhachitoom, met een wervelboog en een tweedelig centrum dat is verdeeld in een groot, ongepaard wigvormig intercentrum en kleinere gepaarde pleurocentra. In voorste en achterste aanzichten is het intercentrum een dorsale halve ring die een doorlopende notochorda omringt vanaf de ventrale en laterale zijden. De laterale en ventrale oppervlakken van het intercentrum zijn glad, wat een voortzetting van kraakbeen suggereert vanwege het onafgewerkte mediale oppervlak. De posterodorsale rand van het intercentrum vertoont ook een parapophysis voor articulatie met het capitulum van de ribben.
Een andere bekende mastodonsauride in termen van fossiele kennis is Mastodonsaurus, met name van talrijke schedelspecimina die in Duitsland zijn gevonden. De grote, ovale oogkassen bevinden zich halverwege de schedel. De kaken zijn bekleed met kegelvormige tanden, twee grote slagtanden steken uit het uiteinde van de onderkaak omhoog, passen door openingen in het verhemelte en komen uit de bovenkant van de schedel wanneer de kaak gesloten is. Op basis van recent onderzoek was het lichaam van Mastodonsaurus meer krokodilachtig van vorm dan in eerdere reconstructies, met een langer rompgedeelte en een langere staart. De sterk gereduceerde ledematenbotten hebben gewrichten die slecht ontwikkeld zijn.
Paracyclotosaurus is ook weer een andere bekende mastodonsauride, en net als de meeste geslachten van de familie had hij verschillende soorten. Deze mastodonsauride omvat ten minste drie soorten, waaronder zijn typesoort Paracyclotosaurus davidi, samen met twee andere: Paracyclotosaurus crookshanki en Paracyclotosaurus morganorum. De volledigheid van het skelet van dit dier leidde tot een nauwkeurige beschrijving. De kleine vervorming van het hoofd kan over het hoofd worden gezien, en het volledige behoud van de schedel en kaken maakt zijn vorm zeker bij een lengte van zestig centimeter. De rechterhoek van het hoofd is in wezen onvervormd en laat zien dat de schedel op het punt van grootste diepte bijna precies zo hoog is als de onderkaak. De onderkaak heeft ook dezelfde hoogte als de schedel erboven. Daarom was het hoofd op het hoogste punt in wezen ovaal van doorsnede, tweeëntwintig centimeter hoog en vierenveertig centimeter breed. Het neusgat, de oogkas en het trommelvlies zijn allemaal naar boven gericht, maar of het oog boven het hoofd naar boven kan worden geprojecteerd om een horizontaal beeld te geven, vergelijkbaar met een kikker, is moeilijk te bepalen.
Met zeer vergelijkbare kenmerken als Cyclotosaurus, is Subcyclotosaurus een ander goed voorbeeld van een mastodonsauride. Zijn schedel wordt gekenmerkt door een klein tabulare zonder enig spoor van een 'hoorn', maar met een ronde lap die de squamosale richel lateraal van het trommelvlies nadert en deze niet over zijn eigen breedte raakt. De achterhoofdsknobbel tussen de otische inkepingen is verhoudingsgewijs breed, een weerspiegeling van de geringe omvang van de schedel. De schedel heeft verder een normale mastodonsauride structuur en lijkt specifiek meer op Parotosuchus dan op enige andere geslachten van deze familie. De schedel heeft ook een kleine interne nasale holte tussen de dorsale uitsteeksels van de premaxillae en zijlijnen worden vaak weergegeven als doorlopende groeven met goed gedefinieerde randen. Een diepe groef op de maxilla begint direct achter en lateraal van het neusgat en gaat rechtstreeks terug naar het traanbeen, op welk bot het naar buiten en naar voren draait en abrupt eindigt. Een andere groef lijkt te beginnen op de bovenkaak, direct lateraal van de hierboven beschreven groef. Het gaat terug net boven de tandkassen over de volledige lengte van het bot. De supraorbitale groef begint abrupt op het dorsale oppervlak van de premaxilla, gaat onmiddellijk over naar het neusbeen en strekt zich uit op dat bot dicht bij de hechting met het traanbeen. Het loopt dan door naar het prefrontale en gaat verder naar het frontale waar dat bot de rand van de oogkas raakt. Dan als een goed gedefinieerde groef omringt het het achterste deel van de oogkas, draait het verticaal naar onderen richting jukbeen, en dan naar achteren om het punt te kruisen waar jukbeen, quadratojugale en squamosum elkaar ontmoeten, en loopt dan verder over het squamosum richting romp.

Diagram van het schedeldak van Xenotosuchus

Xenotosuchus is een lid van de groep dat niet erg bekend is, en er zijn slechts enkele fragmenten van dit dier ontdekt. Dit geslacht was oorspronkelijk benoemd als een soort van Parotosuchus. Zoals veel mastodontosauriden was het een groot dier met een grote kop. Zijn amfibische levensgeschiedenis betekende dat de specifieke vorm van het schedeldak zou veranderen van een gegeneraliseerde kikkervisje-achtige schedel naar de duidelijke volwassen vorm. De schedelbeenderen zijn bedekt met grote kuilen en groeven, wat wijst op uitgebreide dermale bepantsering op het hoofd. Zowel de bovenkaak als de onderkaak hadden slagtanden, die van de bovenkaak bevonden zich op een tweede rij tanden op het ploegschaarbeen en palatinebot. In tegenstelling tot verwante vormen zoals Mastodonsaurus en Stanocephalosaurus, waren de slagtanden van de onderkaak van gemiddelde grootte en staken niet naar boven in de premaxilla.
Net als de genoemde Xenotosuchus is het geslacht Wetlugasaurus ook een van de kleinere en minder bekende mastodonsauriden. Het had een schedel van ongeveer tweeëntwintig centimeter en bereikte een totale lengte van minstens een meter, en hoewel hij behoorlijk groot is in vergelijking met de moderne amfibieën, is Wetlugasaurus nog steeds erg klein vergeleken voor de meeste andere mastodonsauriden.

## Paleobiologie
Mastodonsauriden waren piscivoren en jaagden voornamelijk op kleine en middelgrote vissen, hoewel ze ook op het land levende dieren aten, zoals kleine archosauriërs. Sommige botten bewijzen dit direct, waaronder de fossielen van enkele kleinere temnospondylen, wanr ze dragen tandafdrukken gemaakt door mastodonsauride-achtige dieren.
Het is zeer waarschijnlijk dat mastodonsauriden hun voedsel vingen zoals de levende reuzensalamander, wachtend tot de prooi naderbij kwam, om dan snel hun enorme bek te openen, de prooi in zijn geheel doorslikken. Het meest waarschijnlijke voedsel zijn kleine vissen, tot zo'n vijftien centimeter lang, die in scholen zwommen die in een keer verzwolgen konden worden.

## Paleo-ecologie
Mastodonsauriden waren waterdieren die zelden het water verlieten en misschien helemaal niet in staat waren om het water te verlaten, aangezien er grote hoeveelheden botten zijn gevonden die erop wijzen dat veel soorten massaal zijn gestorven toen poelen opdroogden in tijden van droogte. Ze woonden meestal in moerassige poelen en voedden zich voornamelijk met vissen, waarvan de overblijfselen zijn gevonden in gefossiliseerde coprolieten.